# Улица Бойчука
Улица Бойчука́ (название с 15 декабря 2015 года, до этого — Проектируемый проезд № 5398) — улица на юге Москвы в районе Братеево Южного административного округа.

## Происхождение названия
Улица получила своё название 15 декабря 2015 года в целях увековечения памяти о военачальнике Ефиме Бойчуке, маршале артиллерии, участнике Великой Отечественной войны.

## Расположение
Улица начинается от Бесединского шоссе, идёт на северо-восток и заканчивается переходом в улицу Красный Луг, рядом с электродепо «Братеево».

## Примечательные здания
- Многофункциональный комплекс электродепо «Братеево» (ТЧ-17), адрес — по Бесединскому шоссе, 17.